# وجا (مجله)
وجا (تلفظ پرتغالی:[ˈveʒɐ], انگلیسی: see, look [at]) مجله خبری هفتگی برزیل است که در سائوپائولو منتشر می‌شود و توسط گروه رسانه‌ای گروپو آبریل در سراسر برزیل توزیع می‌گردد. این مجله پیشرو در کشور یکی از تأثیرگذارترین رسانه‌های چاپی برزیل است. وجا مقالاتی در مورد سیاست، اقتصاد، فرهنگ، رویدادهای جهانی، سرگرمی و جنگ منتشر می‌کند. همچنین به‌طور منظم سرمقاله‌های مرتبط با موضوعاتی مانند فناوری، محیط زیست و بحث‌های مذهبی را ارائه می‌کند. همچنین علاوه بر سرمقاله دارای بخش‌های تکراری در مورد سینما، تلویزیون، ادبیات عملی، موسیقی و راهنماهایی در موضوعات مختلف دارد. از نظر سیاسی همسو با جنبش‌های گرایش به راست توصیف شده است، هرچند این مجله خود را اینچنین توصیف نمی‌کند.